# Zambrone

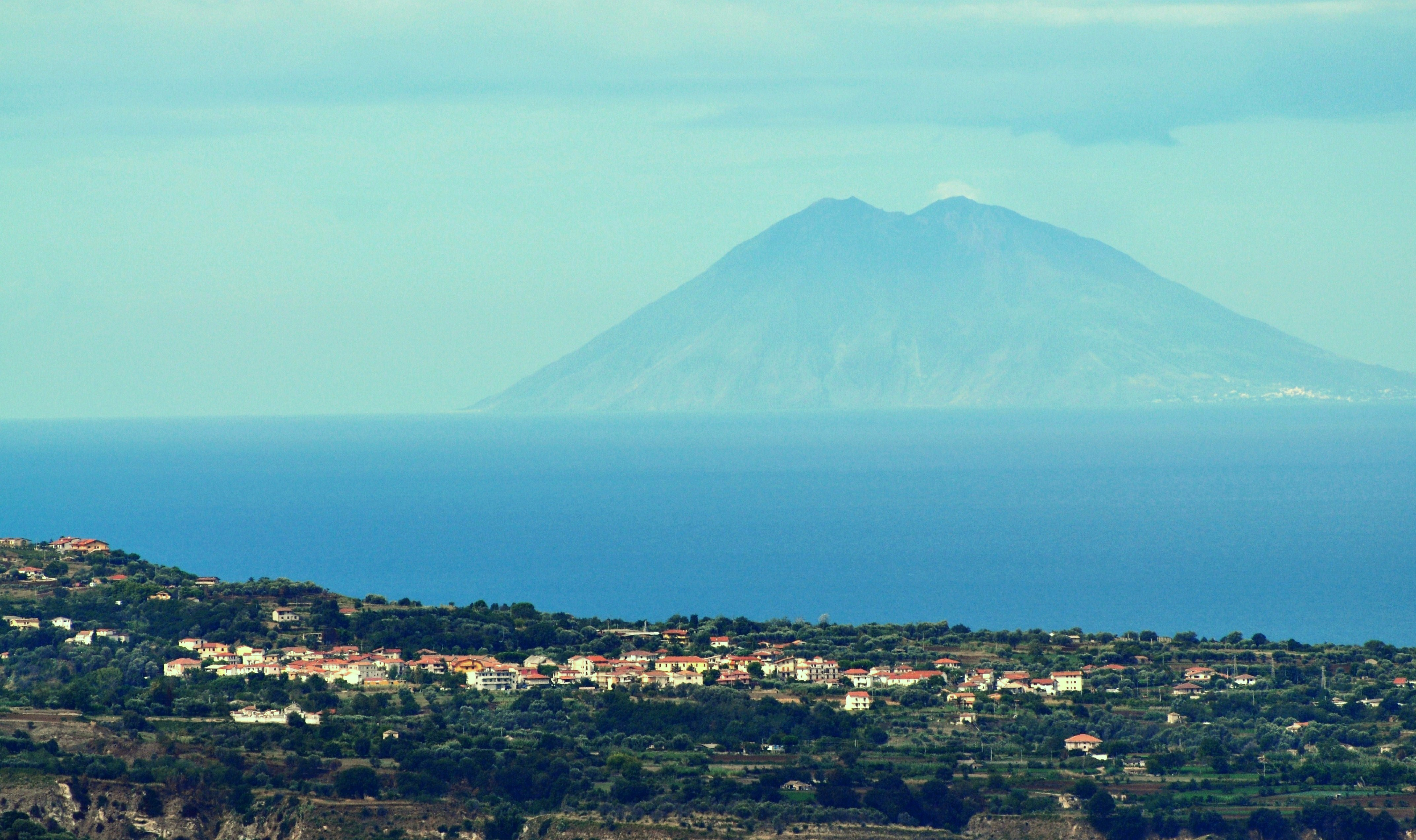
Zambrone

Zambrone ist eine süditalienische Gemeinde (comune) mit 1752 Einwohnern (Stand 31. Dezember 2023) in der Provinz Vibo Valentia in Kalabrien. Die Gemeinde liegt etwa (?) Kilometer von Vibo Valentia an der Küste des Tyrrhenischen Meeres (Capo Cozzo).

## Geschichte
Die Gemeinde hat ihren Ursprung um den Zeitraum zwischen 1300 und 1310. Aus der Eisenzeit ist allerdings eine Nekropole aus dem 9. Jahrhundert v. Chr. erhalten, die belegt, dass der Ort schon früher besiedelt war. Rund zwei Kilometer vom Zentrum Zambrones entfernt, am Kap Punta di Zambrone, wurde eine bronzezeitliche Siedlung entdeckt, die von 2011 bis 2013 intensiv erforscht wurde.

## Verkehr
Der Bahnhof von Zambrone liegt an der (Neben-)Bahnstrecke von Rosarno nach Eccellente. Durch die Gemeinde führt die frühere Strada Statale 522 di Tropea (heute eine Provinzstraße) von Tropea entlang der Küste des tyrrhenischen Meeres.